# ماهونية حزمية
الماهونية الحزمية هي نوع من النباتات المزهرة من جنس الماهونية في الفصيلة البرباريسية.
مهدها الساحل الغربي لأمريكة الشمالية من كُلُمبية البريطانية إلى باها كلفرنيةحيث توجد في الغابات والأراضي الحرجية والغابات الحرشية وغيرها من الموائل.